# Vulpia myuros
Vulpia myuros es una especie de planta herbácea perteneciente a la familia de las poáceas. Es una planta cosmopolita.

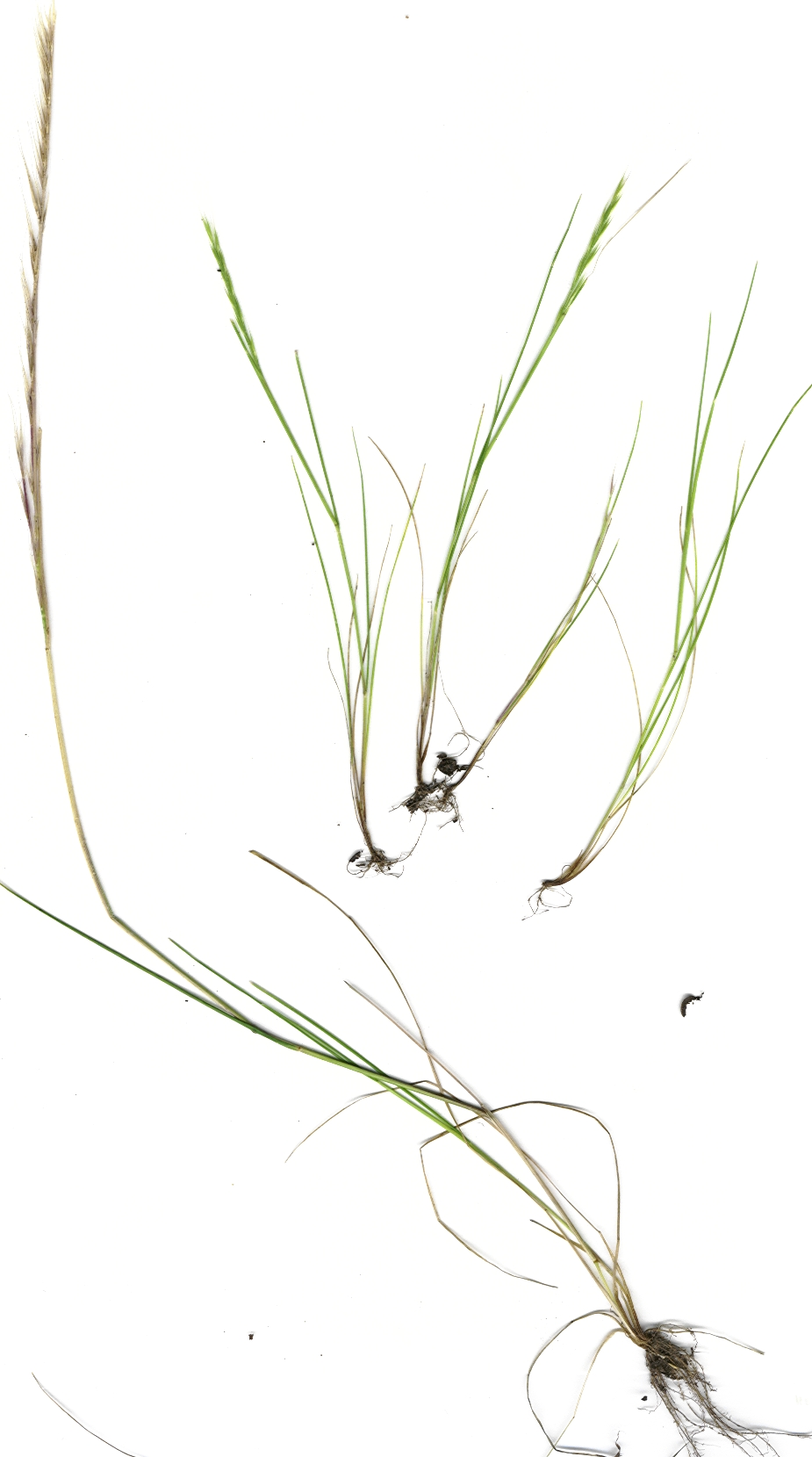
Detalles de la planta

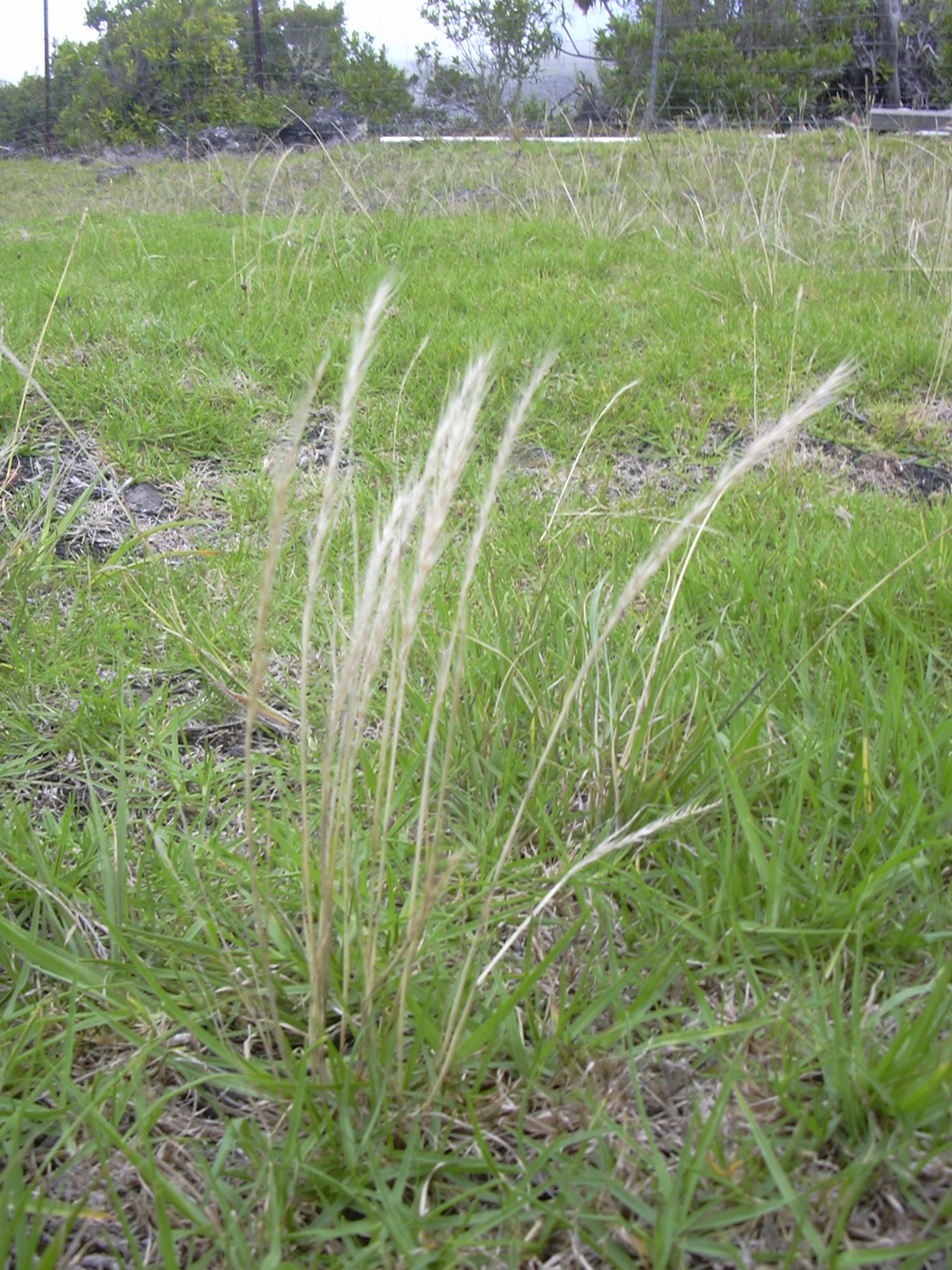
Vista de la planta

## Descripción
Esta gramínea se caracteriza por tener una inflorescencia con todas las espiguillas dirigidas hacia un lado y hacia arriba, por tanto es una inflorescencia unilateral, larga y estrecha. Las plantas crecen erectas, son de color verde pero a menudo adquieren coloraciones rojizas o violáceas. Vive en los prados de plantas anuales a menudo en suelos sin carbonatos.

## Distribución y hábitat
Es pluriregional. Subcosmopolita. En España se encuentra entre otros sitios en Alicante, Barcelona, Castellón, Gerona, Lérida, Tarragona, Islas Baleares, Huelva, Sevilla y Valencia donde aparece en prados terofíticos.

## Taxonomía
Vulpia myuros fue descrita por (L.) C.C.Gmel. y publicado en Flora Badensis Alsatica 1: 8. 1805.
Etimología
El nombre del género fue nombrado en honor del botánico alemán J.S.Vulpius (1760–1840)
myuros: epíteto
Citología
Número de cromosomas de Vulpia myuros (Fam. Gramineae) y táxones infraespecíficos
Vulpia myuros  (L.) C.C. Gmel.: 

2n=42
Sinonimia
- Avena muralis Salisb.
- Distomomischus myuros (L.) Dulac
- Festuca megalura Nutt.
- Festuca monandra Elliott
- Festuca muralis Kunth
- Festuca myuros L.
- Vulpia megalura (Nutt.) Rydb.
- Vulpia muralis (Kunth) Nees
- Zerna myuros Panz. ex B.D.Jacks.[2]
- Bromus bohemicus F.W.Schmidt ex Mert. & Koch
- Distomischus myuros (L.) Dulac
- Festuca commutata Steud.
- Festuca linearis Gilib.
- Festuca major f. exserens Peterm.
- Festuca major f. racemifera Peterm.
- Festuca pseudomyuros Soy.-Will.
- Mygalurus caudatus Link
- Vulpia bromoides var. rigida Nees
- Vulpia ciliata St.-Lag.
- Vulpia crinita Lojac.
- Vulpia longivaginata St.-Lag.
- Vulpia major (Röhl.) Á.Löve & D.Löve
- Vulpia murorum Gray
- Vulpia pilosa C.C.Gmel.
- Vulpia pseudomyuros (Soy.-Will.) Rchb.
- Vulpia reclinata Dumort.
- Vulpia vaginata St.-Lag.[6][7]